# Long Châu Hà
Long Châu Hà là một tỉnh cũ của Việt Nam Dân chủ Cộng hòa và Cộng hòa miền Nam Việt Nam.

## Lịch sử
Ngày 12 tháng 9 năm 1947, Ủy ban Kháng chiến hành chính Nam Bộ (chính quyền Việt Nam Dân chủ Cộng hòa) ban hành Chỉ thị số 50/CT về việc thành lập tỉnh Long Châu Hậu trên cơ sở một phần của tỉnh An Giang và một phần của tỉnh Châu Đốc.
Tỉnh Long Châu Hậu có 6 huyện: Tịnh Biên, Tri Tôn, Thốt Nốt, Thoại Sơn, Châu Phú A, Châu Thành (bao gồm 2 tỉnh lỵ: Long Xuyên, Châu Đốc).
Năm 1949, chính quyền Việt Minh giao huyện Thốt Nốt thuộc tỉnh Long Châu Hậu về cho tỉnh Cần Thơ quản lý.
Tháng 10 năm 1950, hợp nhất tỉnh Long Châu Hậu (bao gồm một phần tỉnh Châu Đốc và một phần tỉnh Long Xuyên) và tỉnh Hà Tiên thành tỉnh Long Châu Hà.
Tỉnh Long Châu Hà có 8 quận: Tịnh Biên, Tri Tôn, Châu Phú A, Châu Thành, Thoại Sơn, Thốt Nốt, Giang Châu (quận Giang Thành và quận Châu Thành của tỉnh Hà Tiên nhập lại), Phú Quốc.
Tháng 7 năm 1951, sáp nhập quận Tri Tôn vào quận Tịnh Biên và quận Thoại Sơn vào quận Châu Thành.
Tỉnh Long Châu Hà tồn tại cho đến năm 1954 thì lại chia thành các tỉnh Châu Đốc, Long Xuyên và Hà Tiên như cũ.
Tuy nhiên, tên các tỉnh Long Châu Tiền, Long Châu Hậu, Long Châu Sa và Long Châu Hà không được chính quyền Quốc gia Việt Nam của Bảo Đại và chính quyền Việt Nam Cộng hòa công nhận.
Năm 1954, chính quyền Việt Minh giải thể các tỉnh Long Châu Sa, Long Châu Hà, đồng thời khôi phục lại tỉnh Châu Đốc, tỉnh Long Xuyên, tỉnh Sa Đéc và tỉnh Hà Tiên như cũ.
Tháng 5 năm 1974, chính quyền Việt Nam Dân chủ Cộng hòa và Cộng hòa miền Nam Việt Nam tái lập tỉnh Long Châu Hà.
Tỉnh Long Châu Hà có 3 thị xã: Long Xuyên (tỉnh lỵ), Châu Đốc, Hà Tiên và 8 huyện: Châu Thành X, Châu Phú, Tri Tôn, Tịnh Biên, Huệ Đức, Châu Thành A, Hà Tiên, Phú Quốc.
Tỉnh Long Châu Hà tồn tại cho đến tháng 2 năm 1976.
Tỉnh này không được chính quyền Quốc gia Việt Nam của Bảo Đại và chính quyền Việt Nam Cộng Hòa công nhận.
Sau ngày 30 tháng 4 năm 1975, chính quyền quân quản Cộng hòa miền Nam Việt Nam ban đầu vẫn duy trì các tỉnh Long Châu Hà và Long Châu Tiền như trước đó cho đến đầu năm 1976. Lúc này, chính quyền Cách mạng cũng bỏ danh xưng "quận" có từ thời Pháp thuộc và lấy danh xưng "huyện" (quận và phường dành cho các đơn vị hành chánh tương đương khi đã đô thị hóa).
Ngày 20 tháng 9 năm 1975, Bộ Chính trị ban hành Nghị quyết số 245-NQ/TW về việc:
- Hợp nhất tỉnh Long Châu Hà, tỉnh Rạch Giá (ngoại trừ 2 huyện Vĩnh Thuận, An Biên: trừ 2 xã Đông Yên và Tây Yên) và huyện Thốt Nốt của tỉnh Cần Thơ thành một tỉnh, tên gọi tỉnh mới cùng với nơi đặt tỉnh lỵ sẽ do địa phương đề nghị lên.
- Hợp nhất tỉnh Long Châu Tiền, tỉnh Sa Đéc và tỉnh Kiến Tường thành một tỉnh, tên gọi tỉnh mới cùng với nơi đặt tỉnh lỵ sẽ do địa phương đề nghị lên.

Ngày 20 tháng 12 năm 1975, Bộ Chính trị ban hành Nghị quyết số 19/NQ về việc:
- Hợp nhất phía Tây tỉnh Long Châu Tiền và tỉnh Long Châu Hậu (tỉnh An Giang cũ bao gồm cả tỉnh Long Xuyên, tỉnh Châu Đốc và trừ huyện Thốt Nốt của tỉnh Cần Thơ) thành một tỉnh, tên gọi tỉnh mới cùng với nơi đặt tỉnh lỵ sẽ do địa phương đề nghị lên.
- Hợp nhất tỉnh Rạch Giá cũ và 3 huyện: Hà Tiên, Phú Quốc, Châu Thành A của tỉnh Long Châu Hà thành một tỉnh, tên gọi tỉnh mới cùng với nơi đặt tỉnh lỵ sẽ do địa phương đề nghị lên.

Ngày 24 tháng 2 năm 1976, Chính phủ Cách mạng lâm thời Cộng hòa miền Nam Việt Nam ban hành Nghị định số 3/NQ/1976 về việc:
- Hợp nhất tỉnh An Giang (toàn bộ tỉnh An Giang cũ trước chia ra nay nhập lại giữ tên tỉnh An Giang); một số huyện của tỉnh Long Châu Hà; hai huyện của tỉnh Long Châu Tiền và một huyện của tỉnh Sa Đéc thành một tỉnh, lấy tên là tỉnh An Giang.
- Hợp nhất tỉnh Rạch Giá cũ và ba huyện của tỉnh Long Châu Hà thành một tỉnh, lấy tên là tỉnh Kiên Giang.

Địa bàn tỉnh Long Châu Hà nay một phần thuộc tỉnh An Giang, một phần thuộc tỉnh Kiên Giang và một phần phía bắc của thành phố Cần Thơ.